# Coccophagus spireae
Coccophagus spireae is een vliesvleugelig insect uit de familie Aphelinidae. De wetenschappelijke naam is voor het eerst geldig gepubliceerd in 1966 door Nikol'skaya & Yasnosh.